# Isla Carlos
Isla Carlos är en ö i Chile.   Den ligger i regionen Región de Magallanes y de la Antártica Chilena, i den södra delen av landet, 1 800 km söder om huvudstaden Santiago de Chile. Arean är 7,6 kvadratkilometer.
Terrängen på Isla Carlos är mycket platt. Öns högsta punkt är 50 meter över havet. Den sträcker sig 5,3 kilometer i nord-sydlig riktning, och 3,2 kilometer i öst-västlig riktning.
I omgivningarna runt Isla Carlos växer i huvudsak blandskog. Trakten runt Isla Carlos är nära nog obefolkad, med mindre än två invånare per kvadratkilometer.